# Morano sul Po
Morano sul Po es una localidad y comune italiana de la provincia de Alessandria, región de Piamonte, con 1.539 habitantes.

## Evolución demográfica
| Gráfica de evolución demográfica de Morano sul Po entre 1861 y 2011 |
|                                                                     |
| Fuente ISTAT - elaboración gráfica de Wikipedia                     |